# 韩国煎饼
韩国煎饼（韓語：부침개）是一种韩国传统食品，由浸在面糊和鸡蛋液的混合物中的多种配料在平底锅中煎制而成。

## 一般制法
将小麦粉、米粉、鸡蛋和水混合，再在其中加入洋葱、韭菜、胡萝卜、葱等配料。如加入韩国泡菜则称为泡菜煎饼，加入鱿鱼、牡蛎、扇贝的贝柱等海产品的则为海鲜煎饼。在热平底锅中加入大量的油，倒入混合物，大火煎制，熟后切块食用。

## 相册
- 泡菜煎饼
- 荞麦煎饼
- 绿豆煎饼
- 葱煎饼
- 藿香煎饼